# 贝格卡门
贝格卡门（德語：Bergkamen，發音：[bɛʁkˈkaːmən] ⓘ）是德国北莱茵-威斯特法伦州阿恩斯贝格行政区翁纳县的城市，面积44.9平方千米，2023年12月31日人口为49,475人。